# 28570 Peterkraft
28570 Peterkraft è un asteroide della fascia principale. Scoperto nel 2000, presenta un'orbita caratterizzata da un semiasse maggiore pari a 2,2754177 UA e da un'eccentricità di 0,1146280, inclinata di 5,99083° rispetto all'eclittica.